# Bathabile Dlamini
Bathabile Dlamini, née le 10 septembre 1962 à Nquthu (en), est une femme politique sud-africaine, présidente de la Ligue des femmes du Congrès national africain (ANC) de 2015 à 2022. Elle occupe le poste de ministre des Femmes (en) de 2018 à 2019, et de ministre du Développement social (en) de 2010 à 2018.
Travailleuse sociale de formation, Bathabile Dlamini acquiert une notoriété politique nationale au sein de la Ligue des femmes de l'ANC, où elle est secrétaire générale de 1998 à 2008. Elle est également députée entre 1994 et 2005, date à laquelle elle démissionne à la suite du scandale Travelgate. Le scandale conduit à la condamnation de Bathabile Dlamini pour fraude en 2006. Elle est élue pour la première fois au Comité exécutif national de l'ANC en 2007 et devient une fervente partisane de l'ancien président Jacob Zuma, qui la nomme dans son cabinet. Elle occupe brièvement le poste de ministre des Femmes au sein du gouvernement du successeur de Zuma, Cyril Ramaphosa, mais elle est démise de ses fonctions après les élections générales de mai 2019 et démissionne de l'Assemblée nationale le mois suivant.
En tant que ministre du Développement social, Bathabile Dlamini est une figure centrale de la crise des subventions sociales de 2017 qui a failli paralyser l'Agence sud-africaine de sécurité sociale (en) et le système de protection sociale (en). La Cour constitutionnelle et une enquête officielle sur sa conduite concluent toutes deux que sa négligence personnelle a contribué à la crise. En avril 2022, elle est en outre reconnue coupable de parjure pour avoir menti sous serment lors de l'enquête. Le même mois, elle est démise de ses fonctions de présidente de la Ligue des femmes de l'ANC.

## Biographie

### Jeunesse et début de carrière
Bathabile Olive Dlamini naît le 10 septembre 1962 à Nquthu (en) dans ce qui est alors la province du Natal. Elle grandit à Matshensikazi, près de Nkandla, et à Imbali (en), un township près de Pietermaritzburg. En 1983, elle est membre fondatrice de l'Organisation des jeunes d'Imbali, une organisation civique affiliée au Front démocratique uni. Elle rejoint en 1985 le Congrès national des étudiants sud-africains, une autre organisation de l'Alliance du Congrès. En 1989, elle obtient un Bachelor of Arts en travail social à l'Université de Zululand (en). De 1991 à 1993, elle travaille comme assistante sociale dans une organisation non gouvernementale pour personnes handicapés physiques appelée Pietermaritzburg Cripples Association.
Au cours de la même période, à partir de 1991, Bathabile Dlamini fait partie de la direction régionale par intérim de la Ligue des femmes du Congrès national africain (ANCWL) dans les Midlands du Natal (en). L'ANC est récemment démantelé par le gouvernement de l'apartheid, et la direction par intérim est chargée de reconstruire les structures organisationnelles de l'ANCWL en Afrique du Sud. Elle est officiellement élue secrétaire régionale de l'ANCWL dans les Midlands du Natal en 1992 et occupe ce poste jusqu'en décembre 1993, date à laquelle elle est élue secrétaire générale adjointe de l'ANCWL nationale, au côté de la secrétaire générale Nosiviwe Mapisa-Nqakula.

### Carrière parlementaire
Lors des premières élections post-apartheid en Afrique du Sud en 1994, Bathabile Dlamini est élue membre de l'Assemblée nationale, la chambre basse du nouveau Parlement sud-africain. Jusqu'en 2004, elle siège aux commissions (en) des services correctionnels (en) et du développement social (en). Parallèlement, elle est secrétaire générale de l'ANCWL de 1998 à 2008,,.

#### Travelgate
En 2005, Bathabile Dlamini fait partie des politiciens accusés par les Scorpions (en) dans le scandale du Travelgate en Afrique du Sud, qui concerne l'abus de bons de voyage parlementaires. L'Autorité nationale des poursuites allègue que Bathabile Dlamini a utilisé des bons de voyage parlementaires, destinés uniquement aux frais de voyage en avion, pour couvrir des frais d'hébergement à l'hôtel, de location de voitures et d'autres avantages. Elle démissionne du Parlement en juin 2005 après avoir négocié sa peine avec les procureurs. L'année suivante, en octobre 2006, elle plaide coupable de fraude pour un montant de 254 000 rands et est condamnée à payer une amende.

#### Positions au sein du parti
Malgré sa démission de l'Assemblée nationale, Bathabile Dlamini conserve son poste de secrétaire générale de l'ANCWL, après avoir été élue pour un deuxième mandat de cinq ans en 2003. Elle reste également impliquée au sein du Mouvement des femmes progressistes d'Afrique du Sud, lancé en 2006. Lors de la 52e Conférence nationale de l'ANC en décembre 2007, Bathabile Dlamini est élue pour un mandat de cinq ans au Comité exécutif national de l'ANC, et siège simultanément au Comité de travail national du parti.
À la fin de son mandat de secrétaire générale de l'ANCWL, Bathabile Dlamini se présente pour succéder à Mapisa-Nqakula à la présidence de l'ANCWL, mais en juillet 2008, elle perd l'élection face à Angie Motshekga. Cependant, elle obtient un siège au Comité exécutif national de l'ANCWL. En 2008, elle travaille également comme employée à plein temps de l'ANC en tant que coordinatrice de travail sectorielle au sein du bureau du président de l'ANC, Jacob Zuma.

### Carrière ministérielle

#### Ministère du développement social (de 2009 à 2018)

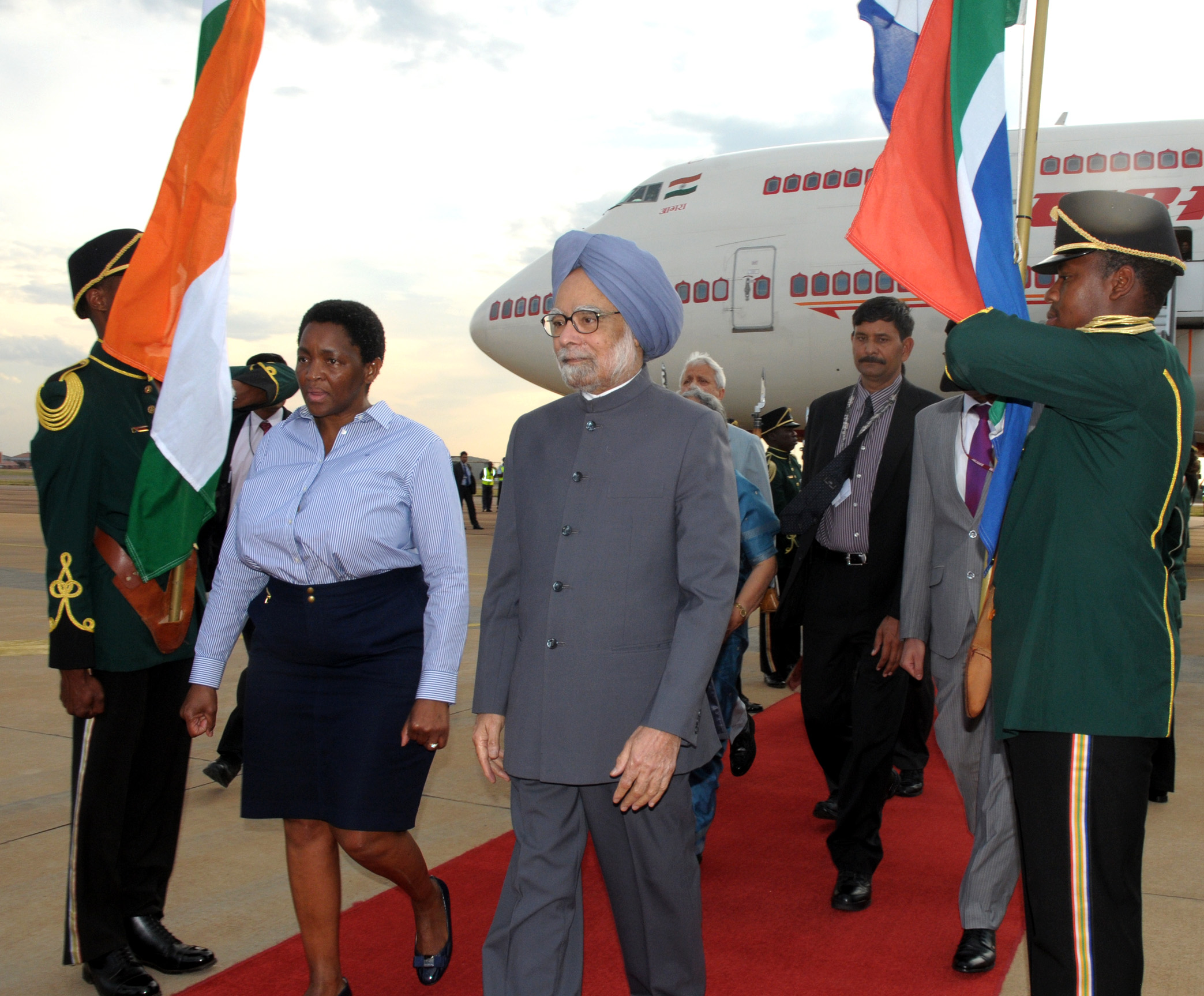
Bathabile Dlamini recevant le Premier ministre indien Manmohan Singh sur la le 17 octobre 2011

Bathabile Dlamini est réélue à un siège à l'Assemblée nationale lors des élections générales de 2009, qui voient également Jacob Zuma élu président de l'Afrique du Sud. Le 11 mai 2009, le président nouvellement élu la nomme vice-ministre du Développement social sous la direction de la ministre (en) Edna Molewa. Elle occupe ce poste jusqu'au 31 octobre 2010, date à laquelle Jacob Zuma annonce un remaniement ministériel au cours duquel elle devient ministre du Développement social.
Bathabile Dlamini conserve le portefeuille du développement social pour le reste de la présidence de Zuma (en), obtenant une nomination dans son deuxième cabinet après les élections générales de 2014. En tant que ministre, elle préside les comités interministériels sur les violences basées sur le genre, la lutte contre la toxicomanie et le développement de la petite enfance. Au cours de son mandat, le comité sur la violence sexiste lance le "Gender-Based Violence Command Centre", un centre d'appel ouvert 24 heures sur 24 qui conseille les victimes de violence sexiste.

##### Dépenses ministérielles
En juin 2016, l'opposition Alliance démocratique critique Bathabile Dlamini pour avoir soutenu que les bénéficiaires de subventions sociales devraient pouvoir survivre avec un paiement mensuel de 753 rands, soulignant qu'elle a elle-même dépensé 11 000 rands pour un court séjour dans un hôtel de luxe à Umhlanga Rocks. Plus tard cette année-là, le Sunday Times rapporte que le ministère du Développement social (en) a dépensé 1,3 million de rands pour le véhicule ministériel de Dlamini, une BMW 740i, ainsi que 1,1 million de rands pour une Jeep Grand Cherokee pour son adjointe, Hendrietta Bogopane-Zulu, les deux dépenses dépassent la limite d'achat du Trésor national (en) pour les véhicules officiels.
En mai 2017, interrogée par la Commission permanente des comptes publics (en) du Parlement, Bathabile Dlamini admet que l'Agence de sécurité sociale (en) (SASSA) a payé pour engager une sécurité privée (en) pour ses enfants, selon elle en raison de diverses menaces à leur sécurité. En 2018, le successeur de Bathabile Dlamini au poste de ministre du Développement social, Susan Shabangu, indique que la SASSA a dépensé un peu plus de 2 millions de rands pour ces services de protection au cours de l'exercice 2014/2015 et que le département prend des mesures pour récupérer l'argent dépensé.

##### Crise des subventions
En tant que ministre du Développement social, Bathabile Dlamini ne réalise pas le plan du gouvernement de prendre en charge le paiement des subventions sociales de l'Afrique du Sud d'ici le 31 mars 2017, alors que l'accord existant avec Cash Paymaster Services pour distribuer les paiements doit expirer. Cela fait craindre que les bénéficiaires de l'aide sociale ne reçoivent pas de subventions à partir du 1er avril 2017. Bathabile Dlamini est critiquée pour son inaction et son incapacité à assurer soit un nouveau contrat de service, soit l'internalisation du service. Elle est également critiquée pour sa gestion des médias pendant la polémique. Le 6 mars 2017, le contrat avec Cash Paymaster Services est renouvelé pour 2 années supplémentaires.
La Cour constitutionnelle tient Bathabile Dlamini pour principale responsable de la crise, le juge en chef Mogoeng Mogoeng (en) déclarant qu'il n'y a aucune explication à l'incompétence affichée par elle et la SASSA. Selon le spécialiste de la constitution Pierre de Vos (en), la Cour constitutionnelle conclut qu'il n'est pas possible de faire confiance à la SASSA et à Bathabile Dlamini pour faire le travail mandaté par la Constitution consistant à assurer la distribution des subventions sociales.
Malgré ses échecs, le président Jacob Zuma continue à soutenir Bathabile Dlamini. Des enquêtes ultérieures la tiennent en partie responsable de la crise.

##### Absentéisme

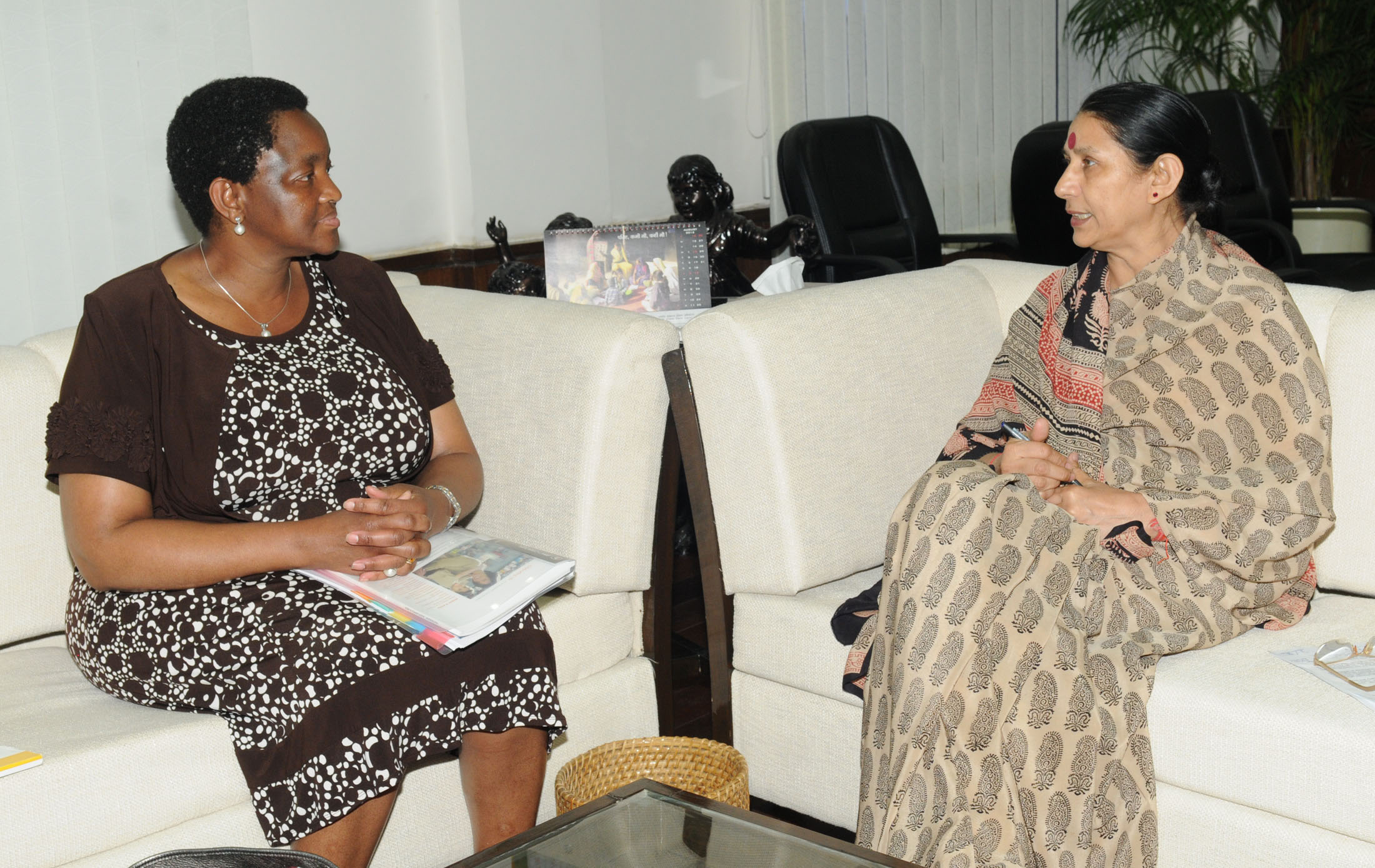
Bathabile Dlamini à New Delhi avec son homologue indienne,, le 23 août 2012.

La ministre est également critiquée pour ne pas être venue devant le Parlement ou dans les réunions de la commission du développement social pendant et après la crise des subventions. Le Groupe de surveillance parlementaire indique que Bathabile Dlamini fait partie des participants les plus prolifiques aux réunions des commissions parlementaires en 2016. Cependant, sa participation diminue en 2017, alors qu'elle doit rendre compte de la crise des subventions; entre elle et sa vice-ministre, Hendrietta Bogopane-Zulu, à compter de la première semaine de mai, le ministère du développement social n'apparaît que dans trois des neuf réunions qui ont lieu en 2017. En février, Bathabile Dlamini ne comparaît pas devant le Comité permanent des comptes publics du Parlement pour rendre compte des dépenses irrégulières d'environ 1 milliard de rands de l'Agence sud-africaine de sécurité sociale au cours de l'exercice 2016/2017,.

#### Présidente de la Ligue féminine de l'ANC: 2015-2022
Le 8 août 2015,, lors de la conférence élective nationale de l'ANCWL à Pretoria, Bathabile Dlamini est élue présidente de l'ANCWL. Elle bat la ministre de l'Éducation (en) Angie Motshekga, qui se présente pour sa réélection, avec 1 537 voix contre 1 081. Bathabile Dlamini est également réélue au Comité exécutif national de l'ANC lors de la 53e Conférence nationale du parti en décembre 2012, et à nouveau lors de la 54e Conférence nationale en décembre 2017.
Pendant le mandat de Bathabile Dlamini en tant que présidente de la ligue, l'ANCWL se fait connaître comme fervent partisan du président controversé Zuma. En 2016, Bathabile Dlamini déclare à la SABC que les membres influents de l'ANC devraient hésiter à discuter publiquement des allégations de capture de l'État sous l'administration de Zuma,,,. Avant la 54e Conférence nationale de l'ANC en 2017, Bathabile Dlamini soutient la campagne infructueuse de Zuma pour faire élire Nkosazana Dlamini-Zuma comme son successeur,.
Bathabile Dlamini reste présidente de l'ANCWL jusqu'en 2022, bien qu'elle ait été élue pour ce qui était, selon la constitution de la ligue, un mandat de cinq ans. En avril 2022, peu de temps après la condamnation pénale de Bathabile Dlamini, le Comité exécutif national de l'ANC annonce qu'il dissoudrait l'exécutif national de l'ANCWL les dirigeants ayant dépassé leur mandat. La dissolution met fin aux mandats de Bathabile Dlamini et d'autres dirigeants nationaux, et la direction de l'ANCWL est confiée à une équipe de travail intérimaire, en attendant de nouvelles élections.

#### Ministère de la femme (de 2018 à 2019)
Fin février 2018, Jacob Zuma démissionnée de son poste de président et son successeur, Cyril Ramaphosa, nomme Bathabile Dlamini dans son cabinet en tant que ministre des Femmes (en). Elle occupe ce poste jusqu'au 25 mai 2019. Elle est réélue à son siège au Parlement, après avoir été classée 14e sur la liste des partis de l'ANC, mais elle démissionne peu après l'élection de juin 2019.

### Parjure

#### Enquête Ngoepe
En 2017, au cours d'un litige, la Cour constitutionnelle nomme le juge à la retraite Bernard Ngoepe (en) pour mener une enquête officielle sur le rôle personnel et la conduite de Bathabile Dlamini dans la crise des subventions sociales. En mai 2018, le juge signale à la Cour constitutionnelle qu'au cours de l'enquête, Bathabile Dlamini a été très évasive et a fait des déclarations contredisant d'autres éléments de preuve. En particulier, d'autres témoins, et une copie d'une lettre écrite par la ministre en 2017, suggèrent fortement que Bathabile Dlamini est étroitement impliquée dans la mise en place de "flux de travail" parallèles qui relèvent directement d'elle en tant que ministre et qui empiètent sur les fonctions de la SASSA, sapant ainsi l'efficacité de l'agence. Bathabile Dlamini nie cela et le juge suggère que son opposition est fausse et intéressée,. Il décrit en outre la conduite de Bathabile Dlamini comme "imprudente" et "grossièrement négligente".
En septembre 2018, sur la base du rapport de Bernard Ngoepe, la Cour constitutionnelle statue à l'unanimité qu'une partie de la responsabilité de la crise des subventions est due à la négligence personnelle de Bathabile Dlamini. Elle est impliquée personnellement et reçoit l'ordre de payer 20% des frais de justice dans une affaire intentée contre le gouvernement par Black Sash et Freedom Under Law. Le tribunal convient également avec Bernard Ngoepe que Bathabile Dlamini a fourni des preuves fausses ou trompeuses, et il transmet le rapport du juge à l'Autorité nationale des poursuites, qui recommande d'enquêter sur Bathabile Dlamini pour une éventuelle accusation de parjure.

#### Condamnation
Bathabile Dlamini est accusée de parjure et fait sa première comparution devant le tribunal d'instance de Johannesbourg le 1er septembre 2021. Elle est condamnée le 9 mars 2022,,. Le tribunal conclut qu'elle a "sciemment et intentionnellement éliminé de fausses preuves" en affirmant qu'elle ne supervisait pas les flux de travail parallèles.
Bathabile Dlamini ayant été reconnue coupable de parjure, elle ne peut se porter candidate à un poste au sein du Comité exécutif national (NEC) en 2022; elle est condamnée à quatre ans de prison ou à une amende de 200 000 rands.